# Sandlapper 200 1970
Sandlapper 200 1970 var ett stockcarlopp ingående i Nascar Grand National Series (nuvarande Nascar Cup Series) som kördes 6 augusti 1970 på den 0,5 mile (804,672 m) långa ovalbanan Columbia Speedway i Cayce, en förort till Columbia i South Carolina. Totalt avverkades 100 miles (160,934 km) fördelat på 200 varv. Banunderlaget var dirt. Loppet vanns av Bobby Isaac i en Dodge på tiden 1:29.25 körande för K&K Insurance Racing. Isaacs snitthastighet uppgick till 67,101 mph. Prispotten uppgick till 8 275 dollar, varav 1 500 dollar gick till segraren.

## Resultat
| Plc     | Nr | Förare           | Team/ bilägare            | Konstruktör | Start | Varv | Ledda varv |
| ------- | -- | ---------------- | ------------------------- | ----------- | ----- | ---- | ---------- |
| 1       | 71 | Bobby Isaac      | K&K Insurance Racing      | Dodge       | 7     | 200  | 105        |
| 2       | 43 | Richard Petty    | Petty Enterprises         | Plymouth    | 1     | 200  | 95         |
| 3       | 22 | Bobby Allison    | Bobby Allison Motorsports | Dodge       | 11    | 199  | 0          |
| 4       | 4  | John Sears       | John Sears                | Dodge       | 8     | 197  | 0          |
| 5       | 06 | Neil Castles     | Neil Castles              | Dodge       | 4     | 196  | 0          |
| 6       | 64 | Elmo Langley     | Langley-Woodfield Racing  | Ford        | 9     | 193  | 0          |
| 7       | 25 | Jabe Thomas      | Robertson Racing          | Plymouth    | 10    | 191  | 0          |
| 8       | 26 | Earl Brooks      | Brooks Racing             | Ford        | 20    | 190  | 0          |
| 9       | 48 | James Hylton     | Hylton Engineering        | Ford        | 6     | 188  | 0          |
| 10      | 82 | Roy Tyner        | Mack Sellers              | Ford        | 13    | 188  | 0          |
| 11      | 04 | Ken Meisenhelder | Ken Meisenhelder          | Chevrolet   | 25    | 172  | 0          |
| 12      | 34 | Wendell Scott    | Robertson Racing          | Plymouth    | 21    | 168  | 0          |
| 13      | 74 | Bill Shirey      | Bill Shirey               | Plymouth    | 23    | 92   | 0          |
| 14      | 62 | Ron Keselowski   | K-Automotive Motorsports  | Dodge       | 2     | 72   | 0          |
| 15      | 51 | Dave Marcis      | Strong Racing             | Chevrolet   | 18    | 70   | 0          |
| 16      | 72 | Benny Parsons    | DeWitt Racing             | Ford        | 12    | 68   | 0          |
| 17      | 32 | Dick Brooks      | Brooks Racing             | Plymouth    | 17    | 50   | 0          |
| 18      | 8  | Ed Negre         | Negre Racing              | Ford        | 14    | 37   | 0          |
| 19      | 45 | Bill Seifert     | Seifert Racing            | Ford        | 15    | 30   | 0          |
| 20      | 67 | Dick May         | Ron Ronacher              | Ford        | 22    | 24   | 0          |
| 21      | 79 | Frank Warren     | Warren Racing             | Plymouth    | 3     | 21   | 0          |
| 22      | 87 | Lee Roy Carrigg  | John Pemberton            | Ford        | 16    | 19   | 0          |
| 23      | 70 | J.D. McDuffie    | McDuffie Racing           | Buick       | 24    | 16   | 0          |
| 24      | 24 | Cecil Gordon     | Gordon Racing             | Ford        | 19    | 4    | 0          |
| 25      | 10 | Bill Champion    | Champion Racing           | Ford        | 5     | 1    | 0          |
| Källor: |    |                  |                           |             |       |      |            |